# Tyrolský dům
Tyrolský dům je lovecký zámeček v Rukávečské oboře nedaleko Květova na Milevsku v Jihočeském kraji. V současné době je veřejnosti nepřístupný. Od roku 1963 je chráněn jako kulturní památka.
Zámeček nechal v letech 1810–1814 postavit Karel II. Schwarzenberg pro chov černé zvěře. Vystavěn byl jako alpská budova v tyrolském stylu s vyřezanými štíty, arkýři a pavlačí. V roce 1880 došlo k přístavbě kuchyně, koníren a dalších prostor. Roku 1903 byla v blízkosti zámečku na památku zlaté svatby Karla III. Schwarzenberga a kněžny Vilemíny Oettingen-Wallerstein vystavěna kaple sv. Huberta. Nedaleko zámečku se také nachází secesní pohřebiště loveckých psů.
K vlastnímu zámečku nevede žádná značená turistická trasa, stejně jako na většinu území obory. Oboru rozděluje na dvě části silnice spojující Květov a Branice. Po této silnici vede od Květova cyklotrasa 31, pokračující na Branici. Po silnici od Rukávče vede cyklotrasa 1152, mířící taktéž na Branici. Obě cyklotrasy se spojují u autobusové zastávky Milevsko, Tyrolský dům, kudy prochází i červeně značená turistická trasa od Milevska přes část obory na Jetětice.